# Chad Gilbert
Chad Everett Gilbert (Coral Springs, Flórida, 9 de março de 1981) é um músico estadunidense e produtor musical. É um membro fundador da banda de rock New Found Glory, da qual ele toca guitarra e é vocalista. Foi casado pela primeira vez, em 2007, com Sherri DuPree, vocalista e guitarrista da banda Eisley, e de 2016 a 2017, com Hayley Williams, vocalista da banda Paramore.

## Vida Pessoal
Gilbert foi brevemente casado com Sherri DuPree da banda de indie rock Eisley em fevereiro de 2007. Gilbert e DuPree divorciaram-se mais tarde naquele ano. Desde 2008, ele tem estado em um relacionamento com a vocalista do Paramore Hayley Williams. Em 31 de dezembro de 2014, Williams e Gilbert anunciaram que tinham ficado noivos após Gilbert propôr no dia de Natal. E no dia 20 de Fevereiro de 2016 eles se casaram em uma cerimonia intima no Franklin Theatre que reuniu somente familiares e os melhores amigos do casal. No entanto, no dia 1 de Julho de 2017 ambos anunciaram sua separação através do Instagram.
Em 26 de janeiro de 2010, Gilbert informou que "células suspeitas" havia sido encontrado em sua tireóide e ele estaria recebendo metade de sua tireóide removida cirurgicamente. Quatro dias depois, Gilbert postou em seu Twitter que a cirurgia tinha sido um sucesso e nenhum caso de câncer havia sido encontrado.
Em março de 2018, Chad começou a namorar Lisa Cimorelli, membro da girl band Cimorelli. Ambos ficaram noivos em dezembro de 2019 e se casaram em 3 de outubro de 2020, em uma cerimônia simples para amigos e familia. No dia 22 de janeiro de 2021 Chad e Lisa anunciaram pelo Instagram que estão esperando sua primeira filha, que está prevista para nascer em julho.

## Discografia

### New Found Glory
- 1997: It's All About The Girls (EP)
- 1999: Nothing Gold Can Stay
- 2000: From the Screen to Your Stereo (EP)
- 2000: New Found Glory
- 2002: Sticks and Stones
- 2004: Catalyst
- 2006: Coming Home
- 2007: From the Screen to Your Stereo Part II
- 2008: Hits
- 2008: Tip of the Iceberg
- 2009: Not Without a Fight
- 2011: Radiosugery
- 2013: Kill It Live
- 2014: Ressurection
- 2017: Makes Me Sick
- 2019: From the Screen to Your Stereo 3
- 2020: Forever And Ever x Infinity

### Extras
- 2013: What's Eating Gilbert?